# Foltos nenyúljhozzám
A foltos nenyúljhozzám (Impatiens hawkeri) a hangavirágúak (Ericales) rendjébe, ezen belül a nebáncsvirágfélék (Balsaminaceae) családjába tartozó faj.

## Előfordulása
A foltos nenyúljhozzám eredeti előfordulási területe Pápua Új-Guinea és a Salamon-szigetek. A háziasítása és a más fajokkal való keresztezése után, ez a növény a világ számos részén közkedvelt kerti virággá vált.
Legelőször 1884-ben, az úgynevezett Territory of Papua-ban gyűjtötték be. Még akkor melegházi dísznövénnyé vált. Felfedezése óta legalább 15 különböző alakjára bukkantak.
Manapság számos díszlevél és -virág alakját fejlesztették ki. Hogy tűrje a szárazságot, a rokon Impatiens platypetala-val keresztezték.

## Képek

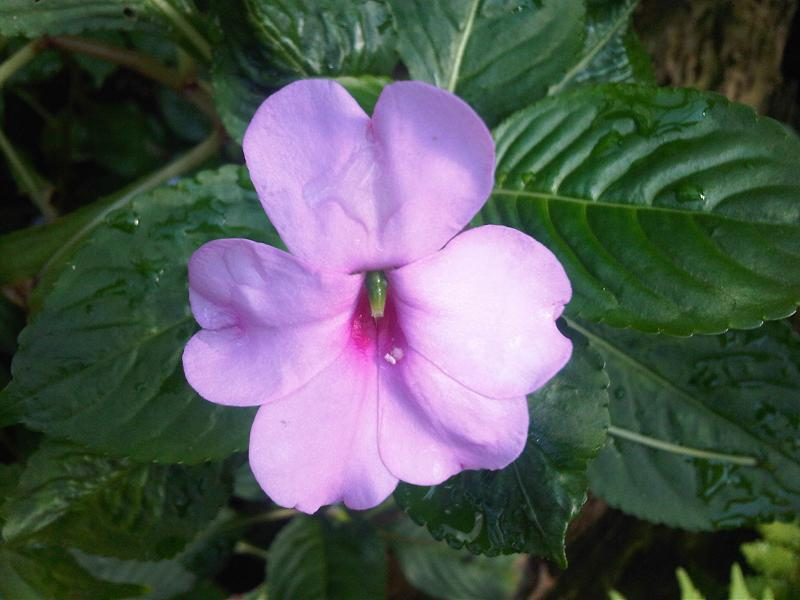
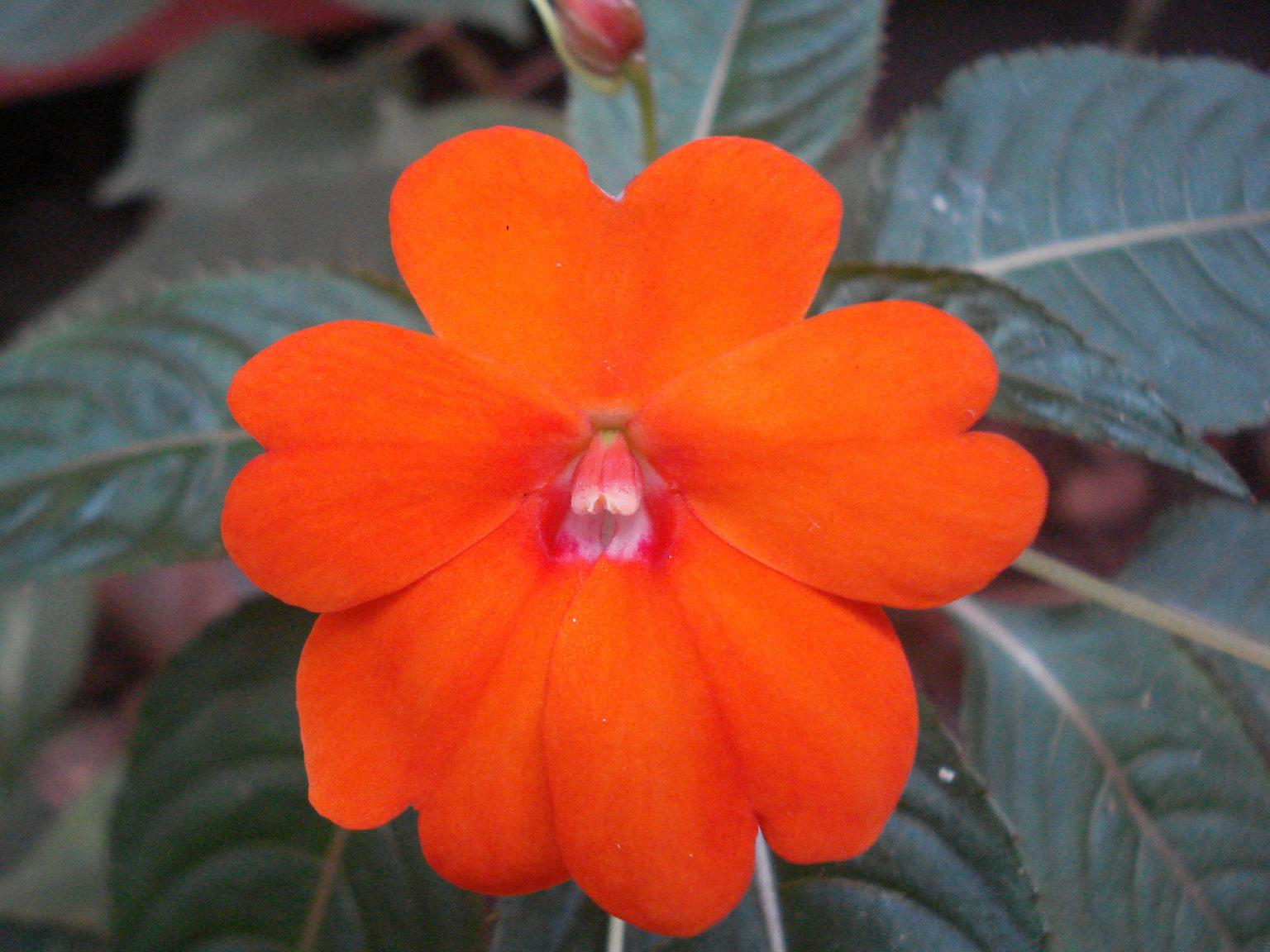
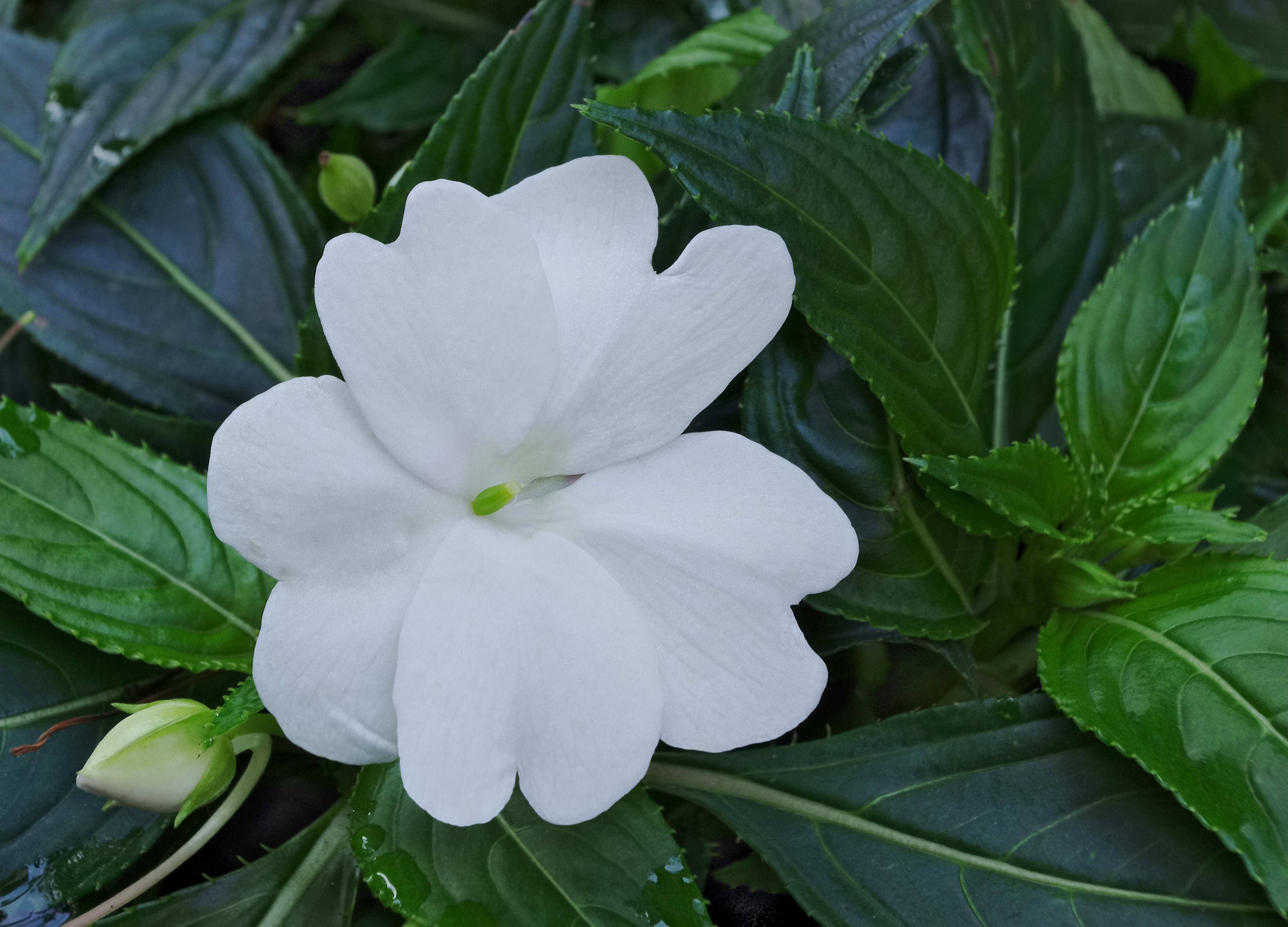
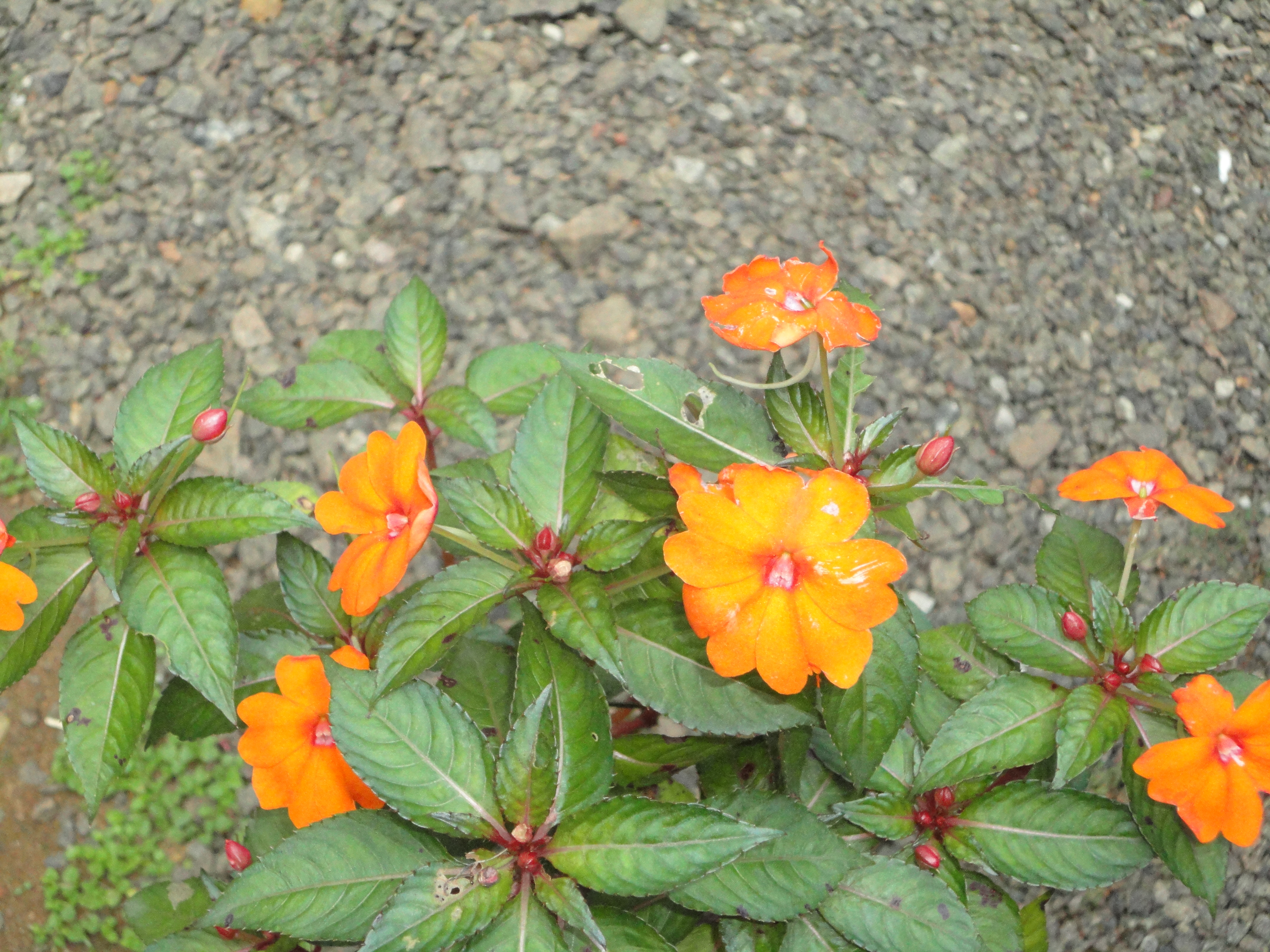

## Fordítás
- Ez a szócikk részben vagy egészben  az   Impatiens hawkeri című angol Wikipédia-szócikk ezen változatának fordításán alapul.  Az eredeti cikk szerkesztőit annak laptörténete sorolja fel. Ez a jelzés csupán a megfogalmazás eredetét és a szerzői jogokat jelzi, nem szolgál a cikkben szereplő információk forrásmegjelöléseként.